# Tränningstorpasjön
Tränningstorpasjön är en sjö i Borås kommun i Västergötland och ingår i Viskans huvudavrinningsområde. Sjön är 6 meter djup, har en yta på 0,0125 kvadratkilometer och befinner sig 169 meter över havet.